# Tropidosaura gularis
Tropidosaura gularis är en ödleart som beskrevs av  Hewitt 1927. Tropidosaura gularis ingår i släktet Tropidosaura och familjen lacertider. Inga underarter finns listade i Catalogue of Life.